# Aldea Valle María
Aldea Valle María o Mariental es un municipio del distrito Palmar del departamento Diamante en la provincia de Entre Ríos, República Argentina. El municipio comprende la localidad del mismo nombre y un área rural. Se ubica a 30 km hacia el sudeste de la ciudad de Paraná. 
Pertenece geográficamente a la región Mesopotámica y desde el punto de vista económico a la región Centro de Argentina. Se accede por la ruta provincial RP 11. 
Fue fundada el 21 de julio de 1878 por familias de alemanes del Volga. Muchos de ellos habían partido de la aldea Marienthal de la colonización de alemanes del Volga, y por eso se llamó de esta manera a la aldea fundada en Argentina.
El municipio de 2ª categoría fue aprobado por ley n.º 7963 sancionada el 5 de agosto de 1987 y promulgada el 11 de agosto de 1987 y creado por decreto n.º 4401/1987 MGJE del 7 de agosto de 1987.
La ampliación de planta urbana de la localidad fue realizada por decreto n.º 4756/1984 MGJE del 3 de diciembre de 1984

## Balneario y Camping Municipal
Valle María cuenta con un Balneario y Camping Municipal que es la atracción de toda la zona. En un lugar privilegiado del río Paraná, las hectáreas comprendidas muestran las características del pre-Delta. Bañados, esteros y lagunas dan marco a la gran isla frente al balneario, que año tras año convoca a visitantes de Entre Ríos y Santa Fe, en un ambiente familiar por excelencia. El lugar es apreciado por lo intacto de su entorno y la gran dimensión de la barranca que congrega la atracción de quienes nos visitan. Las selvas en galería que se encuentran en los alrededores también dan marco al paisaje.
Camping: los que optan por acampar, cuentan con los servicios que todo visitante necesita: sanitarios, asadores, luz eléctrica, duchas de agua caliente, vigilancia, guardavidas, y proveeduría. En un predio definido, que está ubicado en el sector sur del complejo, los acampantes disfrutan del paisaje natural y del descanso que proporciona esta sector, alejado de la actividad que durante el día se desarrolla en el sector de la playa, lo que permite un descanso placentero.
Playa y Quinchos: en el sector central del predio se ubica la playa y los quinchos, que se encuentran a metros del río, brindando un pintoresco paisaje. Los fines de semana, debido a la gran afluencia de visitantes, es aconsejable ir por la mañana para reservar un lugar adecuado para poder utilizar un asador para la familia o amigos.
Pesca: en el sector norte del complejo se ubica la rampa de bajada de lanchas y de pesca. Al igual que en el caso de los acampantes, este lugar está claramente definido, de manera de no interferir con las demás actividades que se pueden desarrollar en el predio.
Habitualmente se realizan torneos competitivos de pesca y es común que los visitantes se acerquen sólo para realizar esta actividad por la posibilidad de recorrer la zona en lancha, ya que de esta manera se accede a muy buenos lugares de pesca.

## Parroquias de la Iglesia católica en Aldea Valle María
| Arquidiócesis | Paraná                |
| ------------- | --------------------- |
| Parroquia     | Inmaculada Concepción |

## Hermanamientos
La Aldea Valle María ha firmado vínculos de cooperación perdurables, en carácter de hermanamientos, con las siguientes ciudades:
- Meinhard, Hesse, Alemania (1° de mayo de 2019)[8]